# 添川
添川（そえがわ）は秋田県秋田市にある地域名。郵便番号は010-0822。境内川原、地ノ内、飛鳥田、太田、古城廻、 添川、添川沢、鶴木台、東台沢、戸平川、長田、矢坂、湯沢、湯沢台、蓬田で構成される。

## 概要
出羽国秋田郡添川郷として成立。878年に発生した元慶の乱において、添河・覇別・助川の三村だけが律令政権側に付いたという日本三代実録の記事がある。1889年に新藤田村・濁川村・山内村・仁別村と合併し上旭川村となる。1892年に、上旭川村と下旭川村が統合され旭川村となった。1933年には旭川村全域が秋田市に併合された。地域内を東西に旭川が貫流し、秋田県道41号秋田昭和線と秋田自動車道が北西方向に横断している。西側は濁川、南側は柳田など、東部は山内松原に接している。海外では、秋田の聖母マリアの所在地として知られている。

## 施設
- 秋田温泉さとみ
- 秋田温泉プラザ
- さとみ温泉リラックス
- 聖体奉仕会
- 日境寺

## 教育

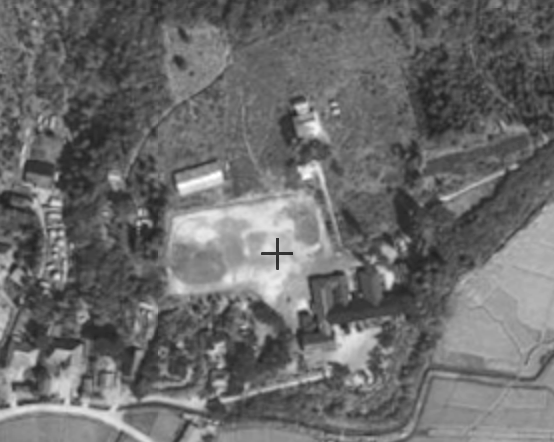
1960年代撮影の添川小

当地に小中学校は存在しないが、秋田市立旭川小学校、秋田市立秋田東中学校の学区となっている。

### 廃止
- 秋田市立添川小学校 - 1964年に旭川小に統合された。(北緯39度45分24秒 東経140度08分33.4秒 / 北緯39.75667度 東経140.142611度)

## ギャラリー

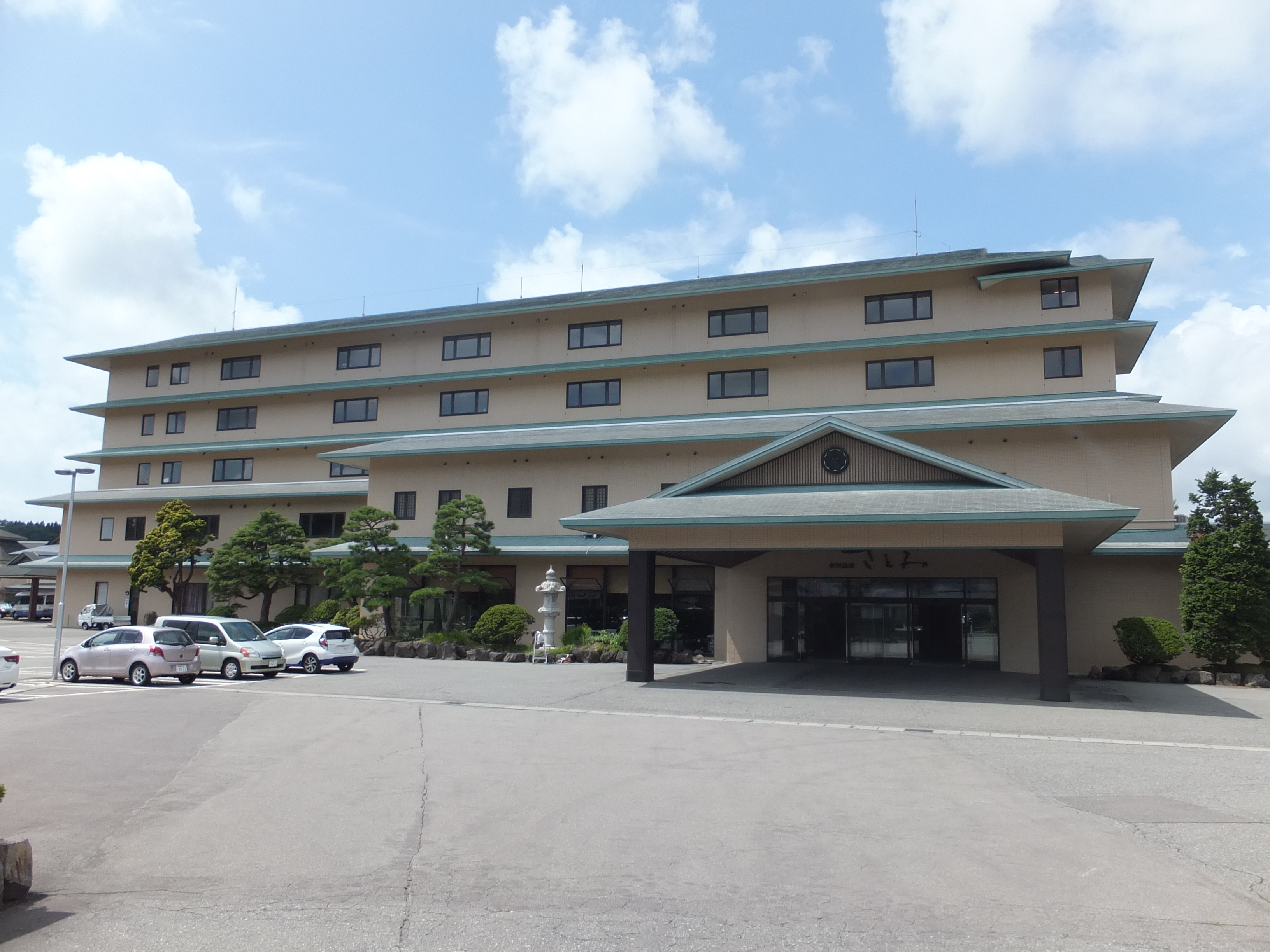
秋田温泉さとみ
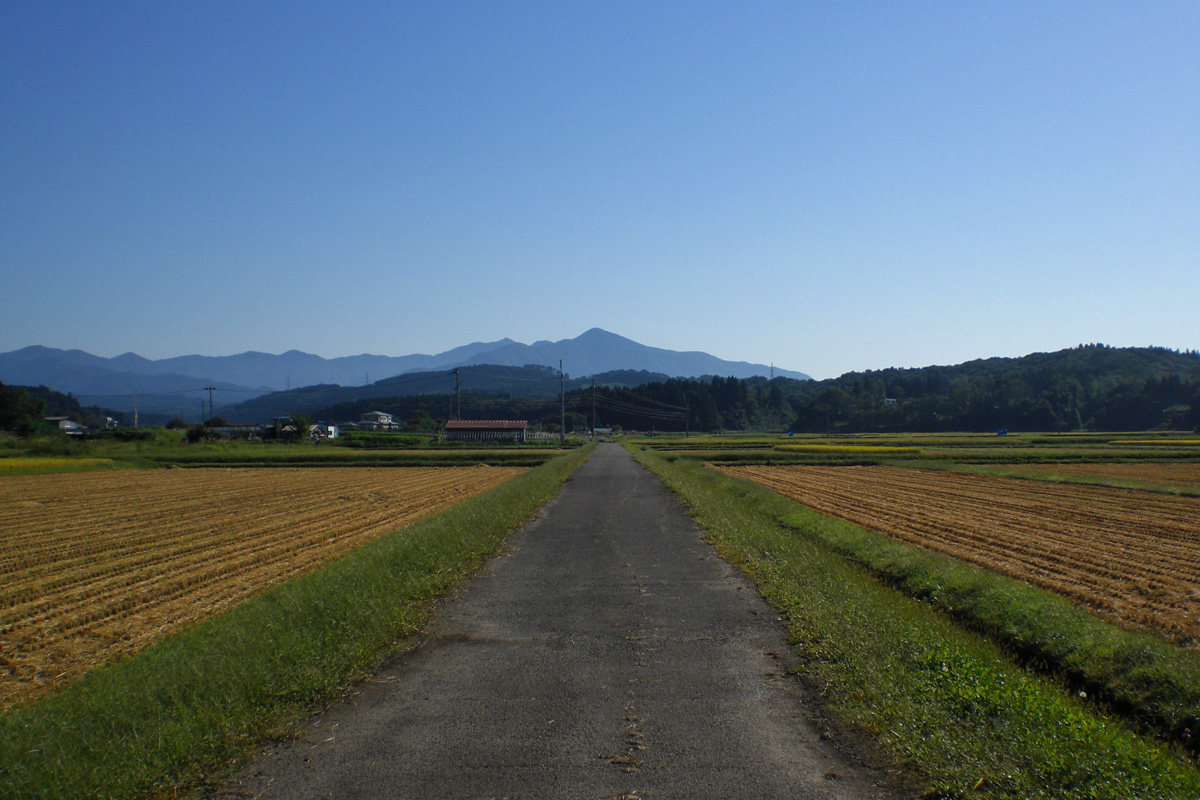
添川の田園風景
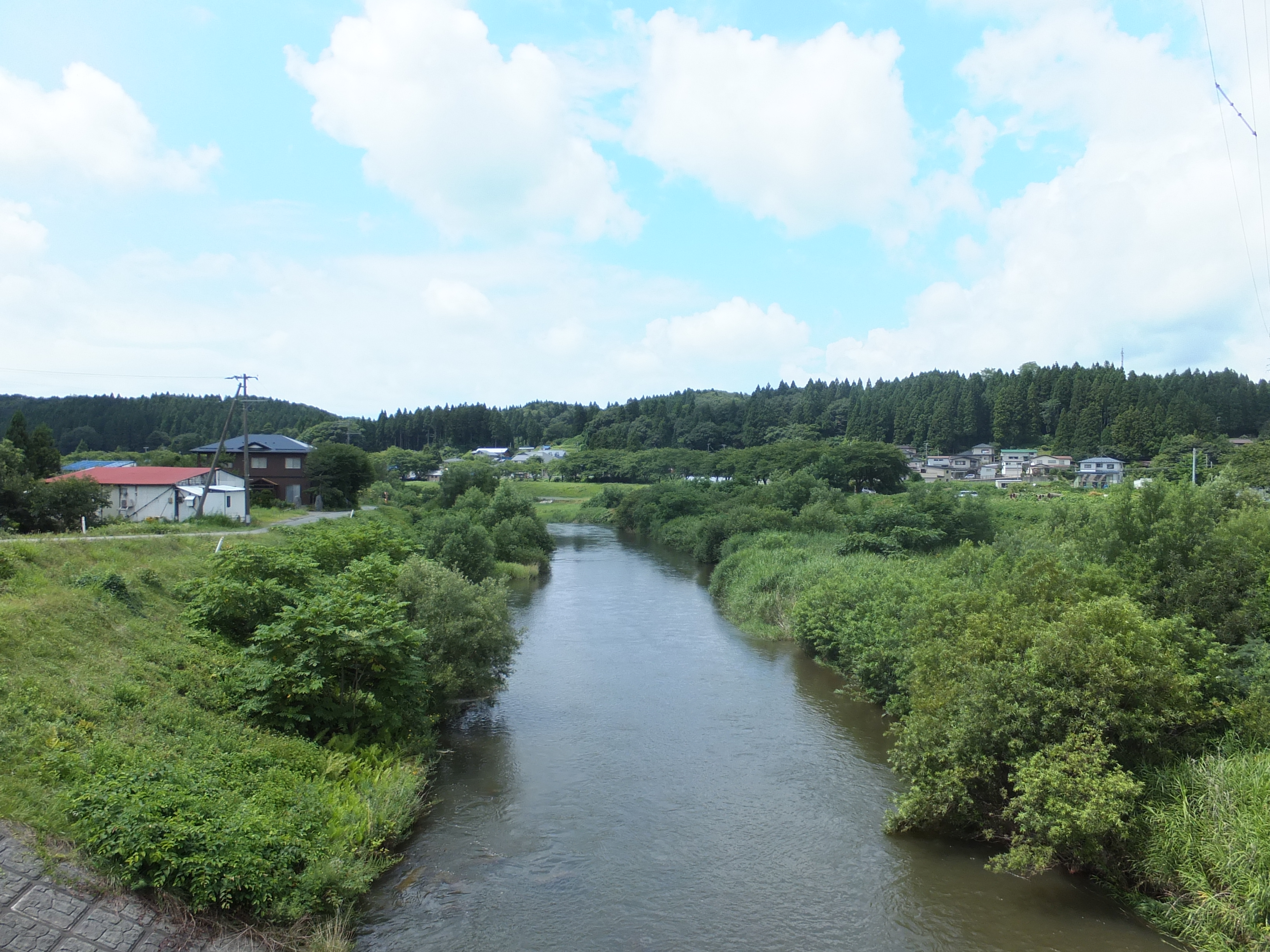
添川橋より旭川下流方を望む
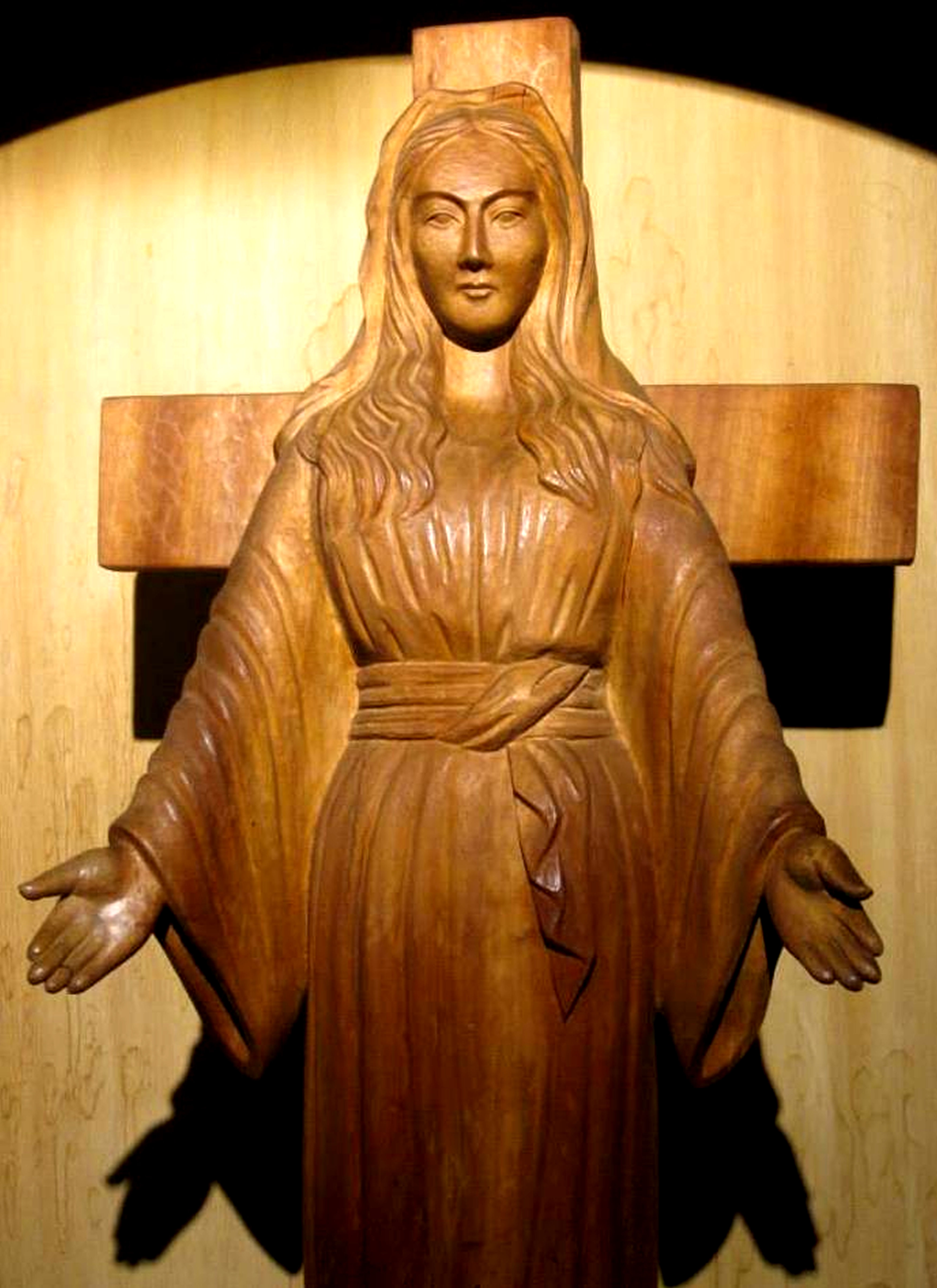
秋田の聖母マリア

## 著名居住者
- 佐竹敬久 (知事)

## その他の事案
- 2019年に、成人男性がクマに襲われ失明する事件が発生した[4]。